# Mitiaro Airport
Mitiaro Airport (också känd som Nukuroa Airport) (IATA: MOI, ICAO: NCMR) är en flygplats på ön Mitiaro i Cooköarna. Flygningar hit går tre gånger i veckan.

## Flygbolag och destinationer
| Flygbolag     | Destinationer    |
| ------------- | ---------------- |
| Air Rarotonga | Rarotonga, Mauke |